# 江阴街
江阴街是中華人民共和國上海市黃浦區一條東西走向瀝青道路，道路西起林蔭路，中與沙家街、大興街、西華弄、迎勛路以及河南南路相交，東至跨龍路。道路全長930米。

## 歷史
江阴街的歷史可以追溯到1888年，當時的上海南阳桥建了首家屠宰场。南阳桥屠宰场首批屠户是江阴人。1909年，江阴人毛应廉在上海南阳桥东面成立江阴同乡人团体－江阴会馆，随后买下附近五亩土地。在沪从事屠宰业的江阴人在毛应廉買下的土地上建了大批民宅，於是道路得名江阴街。另一說法是江阴街得名於江阴公所，江阴公所在黄家阁路东，当时有正厅5间、厢房6间以及平房5间。公所建立后在大门口拓建了一条路，這條目就被叫作江阴街。江阴街原址原本是一條名為榆木泾的河流，江阴街修建時將該河流填埋並且在原址修建道路。
1937年淞滬會戰中，江阴公所被日军炸毁，第二次世界大戰結束後，江阴旅沪小学在江阴公所旧址上建立。中華人民共和國成立後又改为江阴街幼儿园。
2021年12月，由梁朝伟、王一博等演员主演的谍战片电影《无名》将在江阴街取景拍摄。劇組在江陰街的老房子佈置了中華民國大陸時期風格的门面道具。拍攝完畢後這些道具將拆除。江陰街地塊不少房屋之後還因為舊區改造將拆除。